# Hồ Alpine
Hồ Alpine là một hồ ở Hạt Alpine, California, nằm ở phía đông của Thung lũng Bear ở dãy núi Sierra Nevada. Hồ nằm ở độ cao 7.350 foot (2.227 m) trên mực nước biển và là một địa điểm nổi tiếng cho các hoạt động ngoài trời như chèo thuyền, đi bộ mùa hè và trượt tuyết vào mùa Đông dù có một số thời điểm không đến hồ được do tuyết cản trở.